# Luciano Arriagada
Luciano Daniel Arriagada García, noto semplicemente come Luciano Arriagada (Lota, 30 aprile 2002), è un calciatore cileno, attaccante dell'Athl. Paranaense.

## Caratteristiche tecniche
È un'centravanti.

## Carriera

### Club
Cresciuto nel settore giovanile del Colo-Colo, debutta in prima squadra il 2 febbraio 2020 in occasione dell'incontro di Primera División perso 2-1 contro il Cobresal.

### Nazionale
Il 22 giugno 2021 debutta con la nazionale cilena giocando il match di Copa América contro l'Uruguay.

## Statistiche
Statistiche aggiornate al 22 giugno 2021.

### Presenze e reti nei club
| Stagione        | Squadra         | Campionato      | Campionato | Campionato | Coppe nazionali | Coppe nazionali | Coppe nazionali | Coppe continentali | Coppe continentali | Coppe continentali | Altre coppe | Altre coppe | Altre coppe | Totale | Totale | Totale |
| Stagione        | Squadra         | Comp            | Pres       | Reti       | Comp            | Pres            | Reti            | Comp               | Pres               | Reti               | Comp        | Pres        | Reti        | Pres   | Reti   |        |
| --------------- | --------------- | --------------- | ---------- | ---------- | --------------- | --------------- | --------------- | ------------------ | ------------------ | ------------------ | ----------- | ----------- | ----------- | ------ | ------ | ------ |
| 2020            | Colo-Colo       | A               | 4          | 1          | CC              | 0               | 0               | CL                 | 0                  | 0                  |             | -           | -           | 4      | 1      |        |
| 2021            | Colo-Colo       | A               | 4          | 2          | CC              | 0               | 0               |                    | -                  | -                  |             | -           | -           | 4      | 2      |        |
| Totale carriera | Totale carriera | Totale carriera | 8          | 3          |                 | 0               | 0               |                    | 0                  | 0                  |             | -           | -           | 8      | 3      |        |

### Cronologia presenze e reti in nazionale
| Cronologia completa delle presenze e delle reti in nazionale ― Cile | Cronologia completa delle presenze e delle reti in nazionale ― Cile | Cronologia completa delle presenze e delle reti in nazionale ― Cile | Cronologia completa delle presenze e delle reti in nazionale ― Cile | Cronologia completa delle presenze e delle reti in nazionale ― Cile | Cronologia completa delle presenze e delle reti in nazionale ― Cile | Cronologia completa delle presenze e delle reti in nazionale ― Cile | Cronologia completa delle presenze e delle reti in nazionale ― Cile |
| Data                                                                | Città                                                               | In casa                                                             | Risultato                                                           | Ospiti                                                              | Competizione                                                        | Reti                                                                | Note                                                                |
| ------------------------------------------------------------------- | ------------------------------------------------------------------- | ------------------------------------------------------------------- | ------------------------------------------------------------------- | ------------------------------------------------------------------- | ------------------------------------------------------------------- | ------------------------------------------------------------------- | ------------------------------------------------------------------- |
| 21-6-2021                                                           | Cuiabá                                                              | Uruguay                                                             | 1 – 1                                                               | Cile                                                                | Coppa America 2021 - 1º turno                                       | -                                                                   | 69’                                                                 |
| Totale                                                              |                                                                     | Presenze                                                            | 1                                                                   |                                                                     | Reti                                                                | 0                                                                   |                                                                     |